# Emily Bazelon

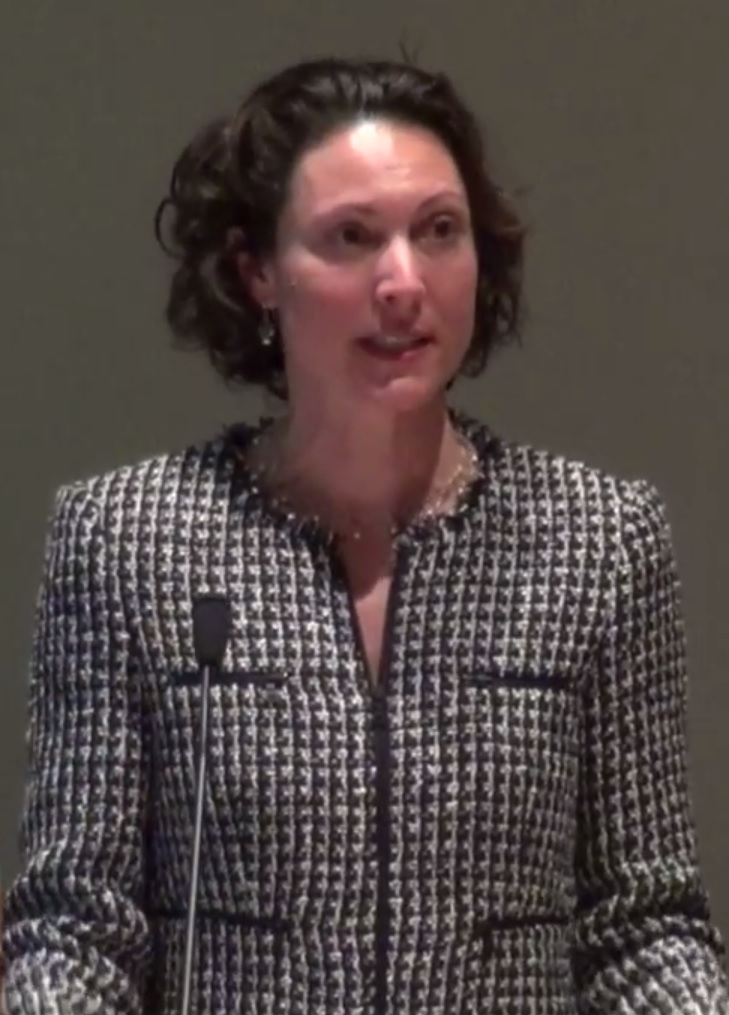
Emily Bazelon (2013)

Emily Bazelon (* 4. März 1971) ist eine US-amerikanische Journalistin.

## Leben
Emily Bazelon stammt aus einer großbürgerlichen Ostküstenfamilie, ihr Großvater David L. Bazelon war Vorsitzender Richter des United States Court of Appeals for the District of Columbia Circuit, eine entfernte Verwandte ist die Feministin Betty Friedan. Sie besuchte in Philadelphia die Germantown Friends School, studierte Jura am Yale College und erhielt 2000 den J.D. der Yale Law School, wo sie auch als Mitherausgeberin des Yale Law Journal fungierte. 1993/94 hatte sie einen Forschungsaufenthalt in Israel. Sie arbeitete zunächst als Assistentin am United States Court of Appeals for the First Circuit. Sie schrieb als Freiberuflerin für die Zeitschrift Legal Affairs und dann für neun Jahre beim Magazin Slate, wo sie Mitherausgeberin wurde. Seit 2014 arbeitet sie hauptberuflich als Redakteurin im The New York Times Magazine. Ihre Beiträge erscheinen außerdem in verschiedenen Zeitungen und Zeitschriften der amerikanischen Qualitätspresse. Bazelon arbeitet auch für das Fernsehen und schreibt für den Blog Slate Political Gabfest.  Bazelon ist an der Yale Law School „Truman Capote Fellow für Kreatives Schreiben und Recht“. Sie war einige Mal Gast in der Fernsehsendung Colbert Report, um Urteile der Obersten Gerichte zu kommentieren.
2019 wurde Bazelon in die American Academy of Arts and Sciences gewählt.
Bazelon ist mit dem Historiker Paul Sabin verheiratet und lebt mit ihm und zwei Kindern in New Haven, Connecticut.

## Schriften (Auswahl)
- Sticks and Stones: Defeating the Culture of Bullying and Rediscovering the Power of Character and Empathy. New York : Random House, 2013
- Has a flawed diagnosis put innocent people in prison? : a re-examination of shaken baby syndrome, in: New York Times Magazine, 6. Februar 2011[3]